# 房鑑
房鑑（1456年—？），字宗明，錦衣衛官籍直隸淮安府山陽縣人，明朝政治人物。

## 生平
成化十六年（1480年）庚子科順天府鄉試第二十九名舉人。成化二十三年（1487年）中式丁未科會試第三十二名，二甲第七十四名進士。

## 家族
曾祖房忠；祖父房孟和；父房以文，義官。母沈氏。慈侍下。